# Conquista do Alentejo
A conquista do Alentejo pelos portugueses demorou 91 anos e começou quando a vila de Almada, na margem do sul do Tejo, foi tomada durante a conquista de Lisboa, em 1147. A conquista definitiva da região começou em 1200 e decorreu até 1238. Deveu-se sobretudo à iniciativa do rei D. Sancho II e das Ordens militares.

## Contexto
O Alentejo foi palco de conflito entre os portugueses e muçulmanos pelo menos desde a Batalha de Ourique. No entanto, a ocupação de território só começou 8 anos mais tarde, depois de D. Afonso Henriques ter conquistado a região da Estremadura até ao Tejo.

## Primeira conquista do Alentejo 1147-1161
A conquista das terras a sul do Tejo pelos portugueses começou em 1147, quando a vila de Almada foi tomada durante a conquista de Lisboa.
D. Afonso Henriques tentou em 1151 escalar Alcácer do Sal em pessoa à cabeça dos seus homens de surpresa como fizera quatro anos antes em Santarém porém os portugueses foram rechaçados e o rei ferido, pelo que regressou a Lisboa. Passados três anos de paz, em 1154 Alcácer do Sal foi cercada em peso por D. Afonso Henriques com o apoio de uma frota de cruzados, comandados pelo conde Teodorico da Alsácia, porém o castelo resistiu. Terceira tentativa contra Alcácer foi feita em 1157 depois de ter escalado em Lisboa nova frota de cruzados a caminho da Terra Santa mas uma vez mais os cristãos foram obrigados a retroceder. Em Abril de 1158 Alcácer do Sal foi novamente cercada e passados sessenta dias a cidade caiu em poder de D. Afonso Henriques. Com a queda de Alcácer do Sal, cai também em mãos dos portugueses a "vila do mouro Cacém", hoje Santiago do Cacém.

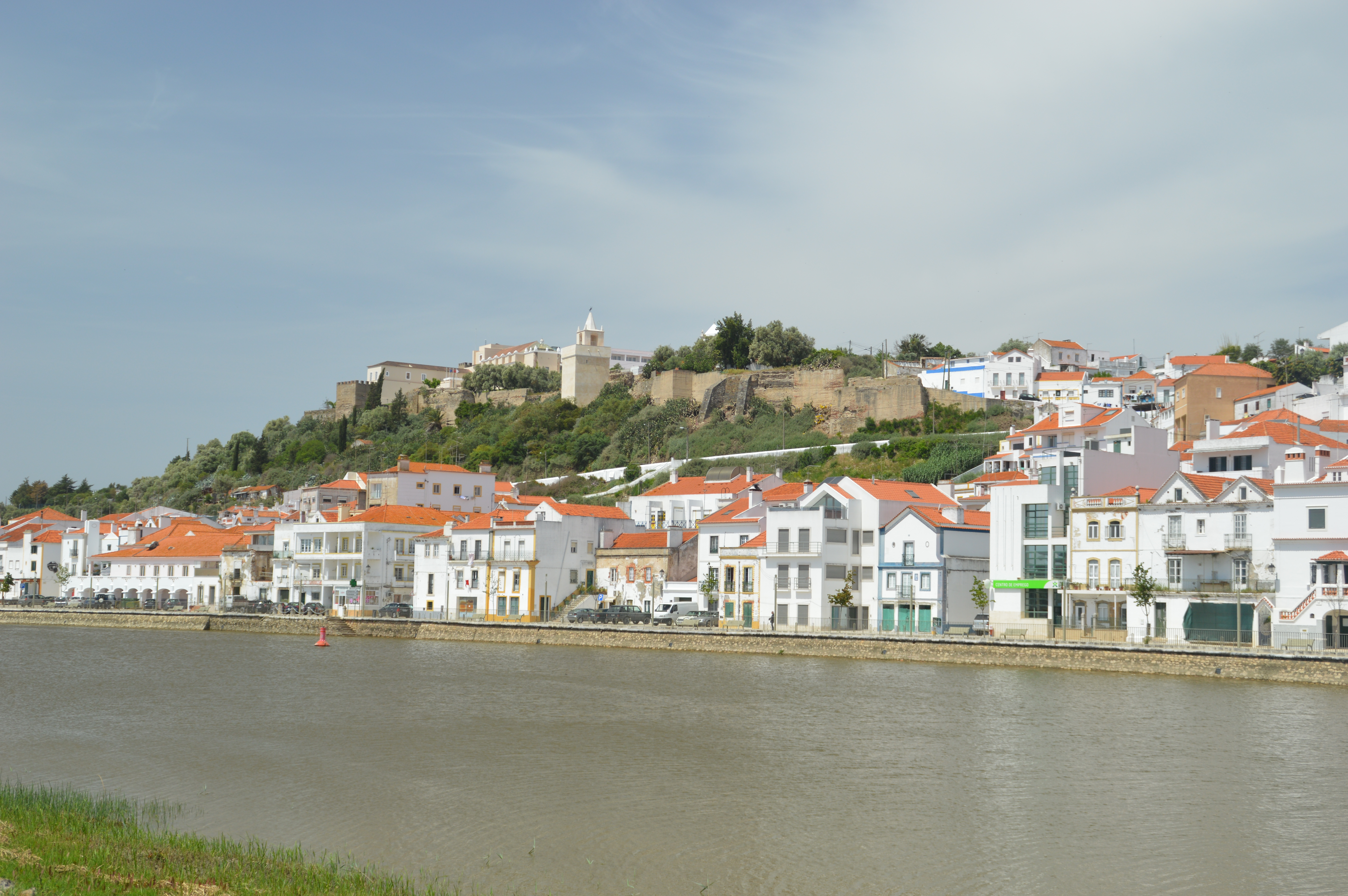
O castelo de Alcácer do Sal

Em Dezembro de 1159 Beja foi tomada. No ano seguinte, o califa Almóada Abde Almumine concluiu a conquista do Magrebe e deslocou-se à península com um grande exército de 18,000 homens. Avisado do avanço português a sul do Tejo, o califa enviou para o ocidente peninsular um destacamento comandado por Abu Mohammed Abdallah Ben Hafs ou Benafece.
D. Afonso Henriques saiu a campo à cabeça das suas tropas para defrontar os almóadas e em 1161 dá-se a Batalha de Alcácer do Sal mas os portugueses foram derrotados. Beja foi abandonada e todas as conquistas a sul do Tejo, menos Alcácer do Sal, foram recuperadas pelos almóadas.

## Segunda conquista do Alentejo, 1162-1191
Logo no ano seguinte à Batalha de Alcácer do Sal os portugueses retomaram a conquista de território aos mouros no Alentejo. Nestas campanhas distinguiram-se Geraldo Sem Pavor e Gonçalo Mendes da Maia, o Lidador.
O Califa almóada regressou ao norte de África com as suas tropas e Beja foi novamente conquistada num ataque nocturno a 30 de Novembro de 11
62, em pleno Inverno, por cavaleiros-vilãos de Santarém comandados por Fernando Gonçalves. Sesimbra foi conquistada por D. Afonso Henriques em 1165, por ter constado ao rei português que a vila se encontrava mal defendida. O governador almóada de Badajoz acorreu à região com um corpo de tropas para recuperar Sesimbra, porém foi desbaratado na Batalha de Palmela, e Palmela rendeu-se depois ainda neste ano.

### As campanhas de Geraldo Sem-Pavor 1165-1173
Ainda em 1165, Geraldo Geraldes, o Sem Pavor, conquistou Évora a meio da noite e depois ofereceu a cidade a D. Afonso Henriques, que o nomeou alcaide da mesma. Em Évora instalou-se uma nova ordem de freires cavaleiros mas, por não serem autorizados pelo Papa foi integrada na Ordem de Calatrava.

A cruz da Ordem de Calatrava, mais tarde conhecida em Portugal como Ordem de Aviz

No ano seguinte Geraldo Sem Pavor conquistou Trujilho, Cáceres, Montánchez, Alconchel, Serpa e Juromenha, esta última tornando-se a sua base de ataque contra a cidade de Badajoz. Neste ano, estabeleceram-se em Évora uma nova Ordem de freires cavaleiros mas, por não ser autorizada pelo Papa foi integrada na Ordem de Calatrava. Ainda em 1166, D. Afonso Henriques conquistou Coruche, que doou à Ordem de Calatrava, Montemor-o-Novo, Arronches, Elvas, e Odemira. Odemira foi conquistada por via de um ataque anfíbio surpresa, subindo mansamente o rio Mira, não tendo os portugueses encontrado muita resistência.

Em 1167 foi conquistada Monsaraz por homens de Geraldo Sem Pavor partidos de Évora, ao passo que Noudar foi tomado por Gonçalo Mendes da Maia.
O pérfido galego Afonso Henriques, senhor de Coimbra - o maldito de Deus! - conhecia bem a valentia do cão do Giraldo. O pensamento constante deste era tomar à traição as cidades e os castelos, só com a sua gente: ele tinha os muçulmanos da fronteira com o terror das suas armas. Este cão procedia assim: avançava, sem ser apercebido, na noite chuvosa, escura, tenebrosa e, insensível ao vento e à neve, ia contra as cidades inimigas. Para isso levava escadas de madeira de grande comprimento, de modo que com elas subisse acima das muralhas da cidade que procurava surpreender; e quando a vigia muçulmana dormia, encostava as escadas à muralha e era o primeiro a subir ao castelo. E empolgando a vigia dizia-lhe:
- Grita como tens por costume de noite que não há novidade!

E então os seus homens de armas subiam acima dos muros da cidade, davam na sua língua um grito imenso e execrando, penetravam na cidade, matavam quantos encontravam, despojavam-nos e levavam todos os cativos e presa que estavam nela.

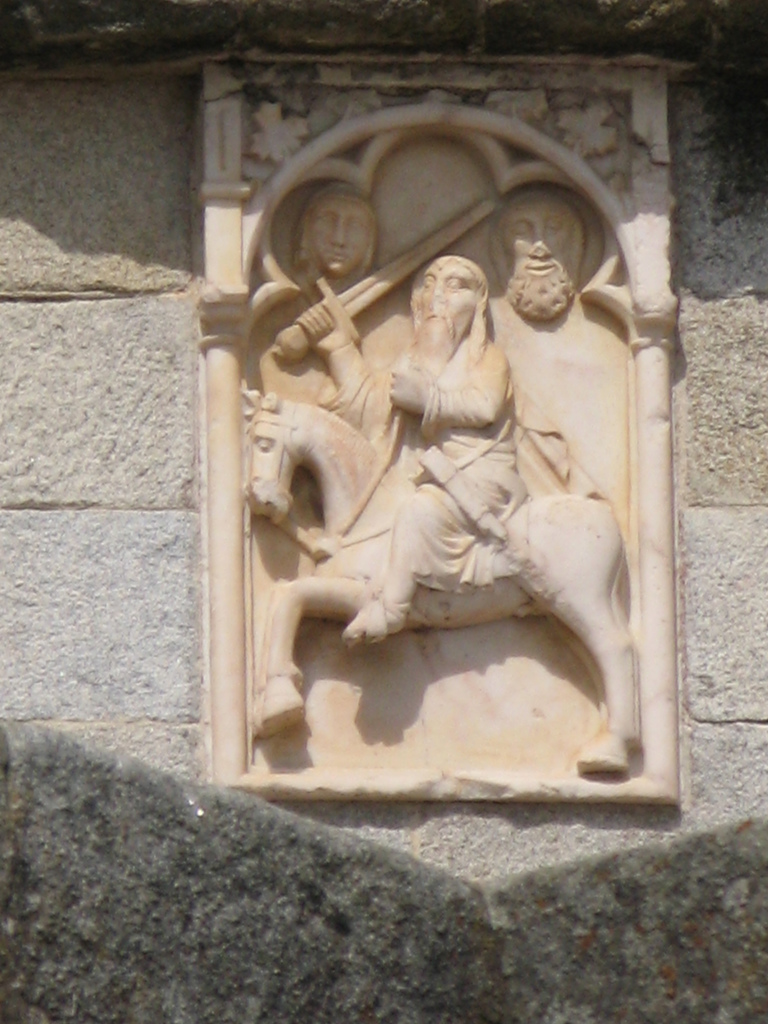
Geraldo Sem-Pavor representado na Sé de Évora

Em Maio de 1169 deu-se o desastre de Badajoz, em que D. Afonso Henriques e Geraldo Sem Pavor foram aprisionados pelos leoneses aquando do malogrado cerco à cidade de Badajoz mas posteriormente libertados mediante o pagamento de um resgate avultado. Após o ataque português, o novo governador de Badajoz, Abu Yahya, reforçou a guarnição e as suas defesas. O desastre de Badajoz não desanimou os portugueses e no Verão do mesmo ano Geraldo Sem-Pavor retomou os ataques à região de Badajoz, combatendo a guarnição da cidade, atacando campos e caravanas a partir do castelo de Juromenha.
Em Abril de 1170, os constantes ataques aos campos de Badajoz e o bloqueio dos acessos à cidade juntavam-se a um mau ano agrícola para provocar a fome na cidade. No mês seguinte. Geraldo Sem Pavor emboscou no Valle de Matamoros uma caravana de 5000 burros defendidos por tropas berberes e andaluzas, enviados a socorrer Badajoz. O príncipe D. Sancho impôs então um novo cerco a Badajoz em Setembro de 1170 mas a cidade foi novamente socorrida, por um exército comandado por Abu Said Utman e outro comandado pelo rei Fernando II de Leão, obrigado os portugueses a retirarem-se, desta vez em boa-ordem. Os ataques a Badajoz alarmaram os almóadas invadiram Portugal, tendo Abu Said Utman conseguido reconquistar Juromenha a Geraldo Sem Pavor. O Sem-Pavor deslocou-se então para Lobón, a última fortaleza que lhe restava mas que seria perdida em 1171. Neste ano, os almóadas entraram pelo Alentejo, recuperaram Beja e atacaram Santarém, porém, sem sucesso.
Por então, as dissensões internas no Andaluz e as razias cristãs causavam o êxodo das partes do Gharb e as suas principais famílias tinham-se já mudado para Sevilha. Em Agosto de 1172, o Sem Pavor reconquistou Beja em poucas horas, novamente através de um ataque furtivo a meio da noite. Os seus homens transpuseram a torre que protegia a porta da alcáçova, que se encontrava sem vigilância. A cidade foi entregue a D. Afonso Henriques mas o Sem Pavor entrou em desacordo com o rei quanto à posse de uma cidade tão isolada.

### Trégua 1173-1178

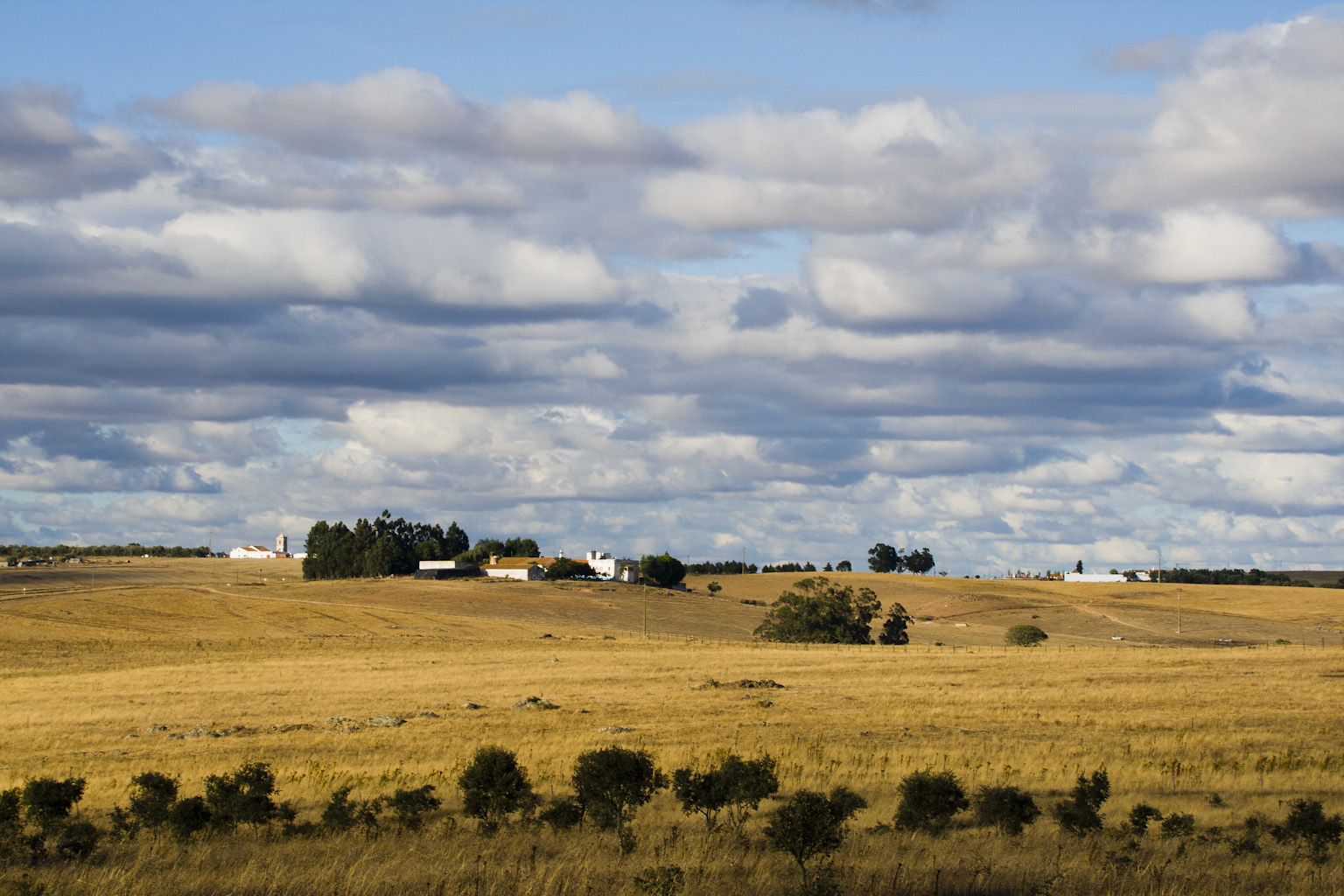
Paisagem típica alentejana

Uma trégua foi assinada entre D. Afonso Henriques e os almóadas em 1173. Entre os termos contava-se a devolução de Beja. Assinada esta trégua, Geraldo Geraldes abandonou o serviço de D. Afonso Henriques e, com 350 homens, partiu para Sevilha para colocar-se ao serviço do califa almóada, que o deslocou mais aos seus companheiros para a região de Suz, em Marrocos. Quando, porém, mais tarde foram interceptadas cartas suas para o rei português, o Sem-Pavor foi novamente deslocado, mais para o interior, para a região de Draa, cujo governador o executou.

### Conflitos Luso-Almóadas 1178-1184
Os indícios de que os almóadas se preparavam para renovar a guerra contra os portugueses assim que expirada a trégua eram evidentes, pois entre 1174 e 1175 reforçaram as defesas de Beja e em 1178 as de Mértola. 
Terminada esta trégua, em 1178 o infante D. Sancho levou a cabo um profundo ataque em terras andaluzas, Que ficou conhecido como o Fossado de Triana. Com um exército de cerca de 2300 cavaleiros e 5000 peões devastou a região em torno de Beja e logrou chegar às portas Sevilha. De regresso, os portugueses combateram contra as tropas do alcaide de Beja, Ibn Wazir, e do alcaide de Serpa, Ibn Timsalit. 

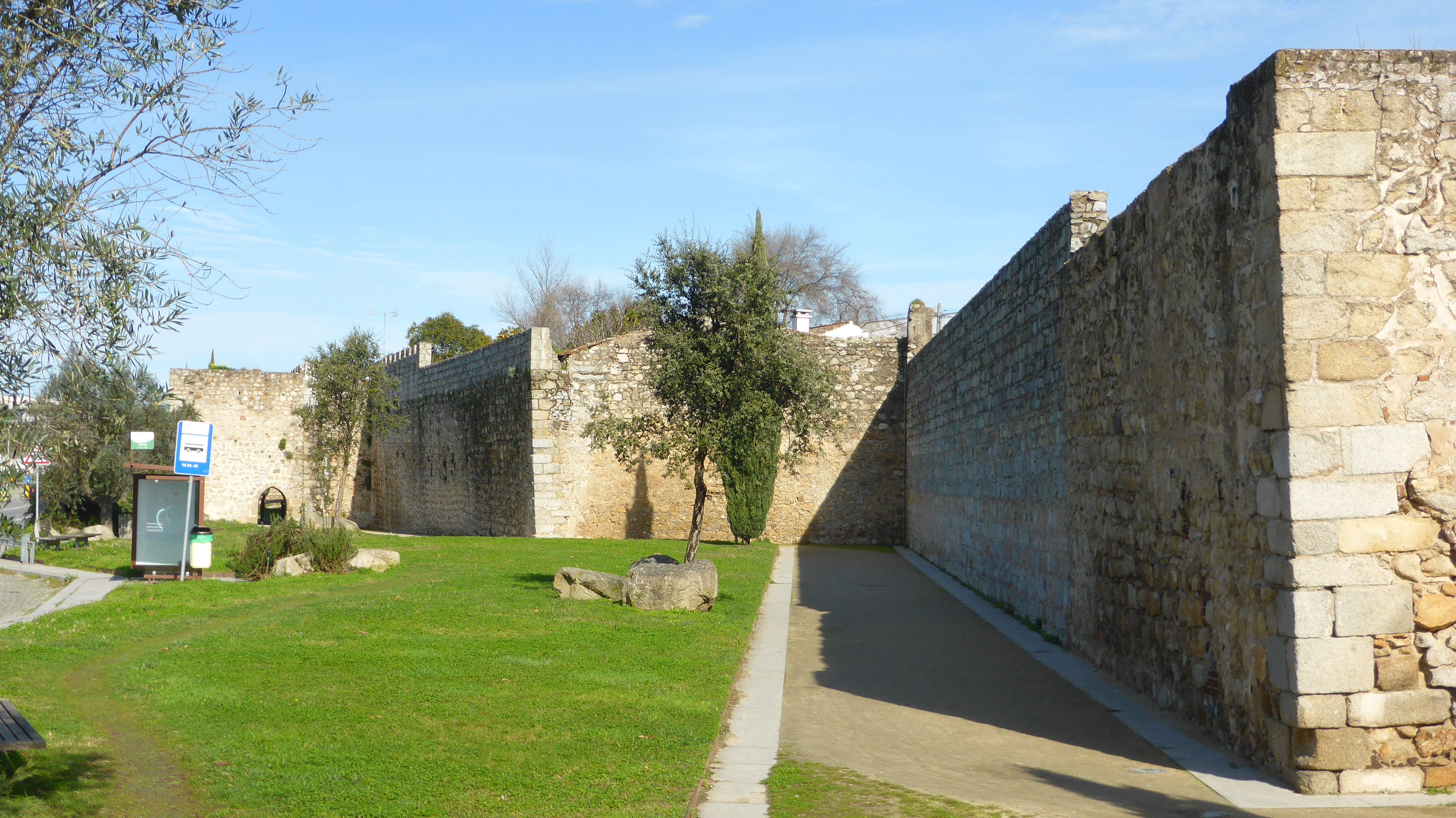
Parte das muralhas de Évora

As represálias pelo fossado de Triana não se fizeram espera e, no ano seguinte os almóadas invadiram Portugal. O castelo de Abrantes foi atacado por um exército comandado pelo próprio filho do Califa mas a campanha não parece ter sido bem planeada e, passados quatro dias, os muçulmanos bateram em retirada devido à falta de mantimentos. Por mar, entretanto, uma frota almóada de nove galés, comandadas por Ganim Ben Mardanis, entrou no estuário do Tejo portuguesas que se encontravam de vigia e assolou os arredores de Lisboa antes de regressar a Sevilha carregada de ricos despojos.
Em 1180, as milícias portuguesas devastaram novamente a região de Sevilha, ao passo que uma frota almóada partiu de Sevilha a atacar as costas portuguesas; é neste contexto que se dá a Batalha do Cabo Espichel, a primeira vitória naval portuguesa de que há registo. 
Como se prevesse novos ataques, em Abril de 1181 D. Afonso Henriques doou a Gonçalo Viegas de Lanhoso e aos seus freires cavaleiros da Ordem de Évora todas as herdades, vinhas, almoinhas e figueiras que possuía na cidade e confirmava-lhes os bens que lhes tinha doado em Santarém. Évora foi sitiada a 25 de Maio de 1181 por Maomé ibne Iúçufe ibne Uamudim e a região em redor devastada mas a cidade resistiu ao ataque, que durou apenas dois dias. Coruche, porém, foi destruída e os seus moradores levados para o cativeiro, em número de 400 homens e 120 mulheres. D. Afonso Henriques apressou-se a promover a reconstrução de Coruche e a 26 de Maio de 1182 atribuiu uma carta de foral à localidade, na qual oferecia numerosos privilégios aos seus repovoadores.

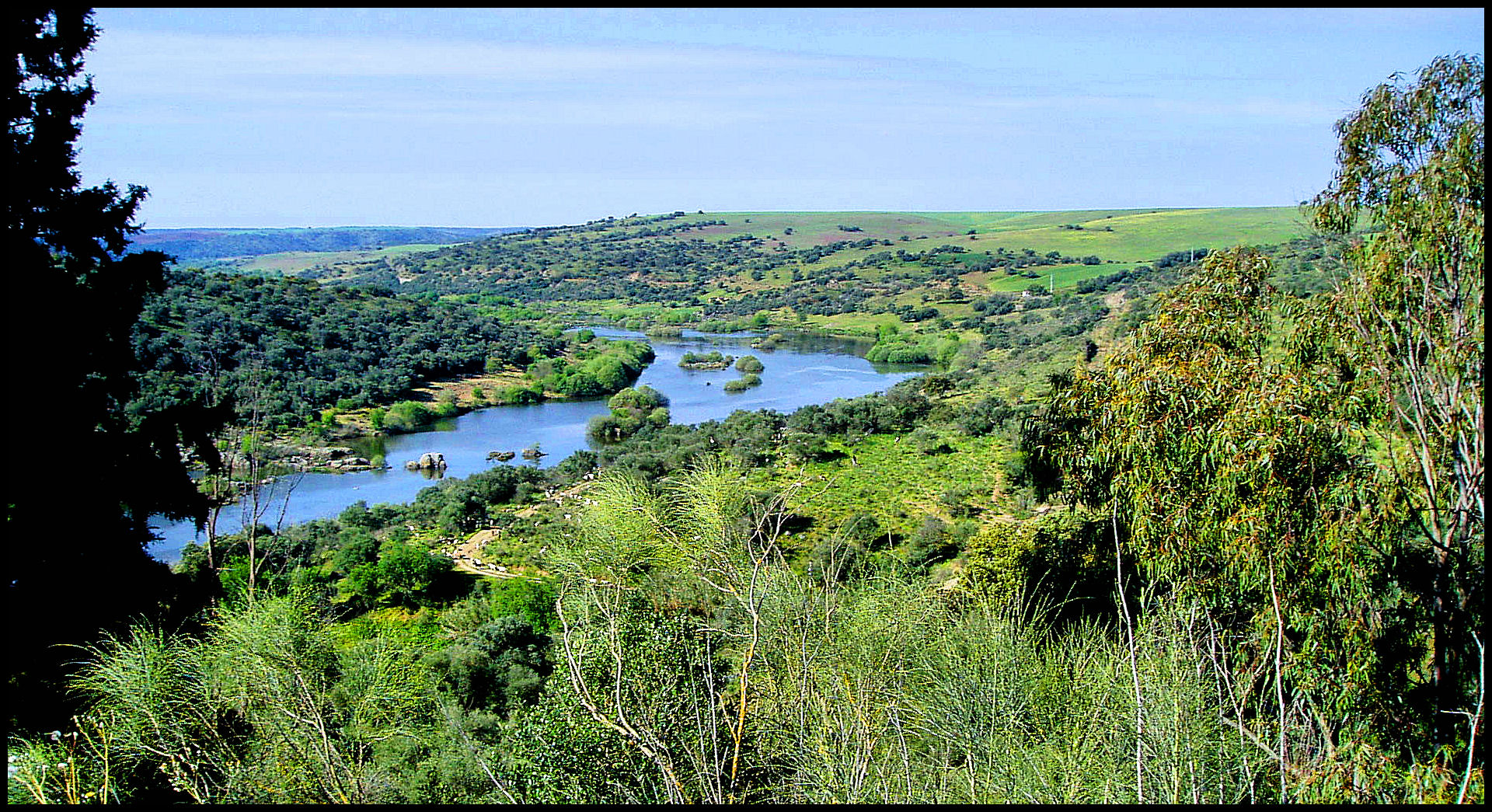
A região de Serpa em torno do Guadiana

O ataque almóada de 1181 não logrou intimidar os portugueses e provocou em 1182 novos ataques dos cavaleiros de Santarém e de Lisboa contra a região de Aljarafe e aos castelos de Sanlúcar, Aznalcazar e Niebla, tendo eles regressado com muitos despojos e cativos. Novos ataques contra a região de Sevilha pelas milícias de Lisboa e Santarém deram-se em 1183 e levaram muitos cativos. O califa almóada ordenou aos seus delegados que redobrassem os seus esforços na região ocidental do Andaluz, portanto Portugal e o Alentejo tornaram-se no principal palco de guerra entre cristãos e muçulmanos na península Ibérica, com intensidade crescente de 1181 a 1191.
O califa almóada Abu Iacube Iúçufe invadiu Portugal em pessoa em 1184. Santarém foi sitiada mas, com a ajuda do rei D. Fernando II de Leão, a cidade resistiu. O califa faleceu pouco depois do ataque a Santarém.

### Trégua, 1184-1189

Bandeira de D. Sancho I

Morto o califa Abu Iacube Iúçufe, o seu filho e sucessor, Abu Iúçufe Iacube negociou uma trégua com o infante D. Sancho. A 6 de dezembro de 1185 faleceu o rei D. Afonso Henriques e o seu herdeiro sucedeu-lhe no trono como D. Sancho I.
Os primeiros quatro anos do reinado de D. Sancho foram pacíficos. Confrontava o rei o problema das grandes extensões de território semi-abandonado, aldeias em ruínas e campos não cultivados devido à guerra. O rei aproveitou para se focar na organização administrativa do seu reino e outorgou cartas de foral que regulavam as leis e privilégios de várias cidades portuguesas, como Gouveia e Covilhã em 1186, Viseu e Bragança em 1187 e Folgosinho e Valhelhas em 1188. Na fronteira galega foi construído um novo castelo, em Valença, à data conhecida como Contrasta. O Castelo de Alcanede foi doado pelo rei à Ordem de Calatrava em 1187.

### Conquista de Silves 1189
Quando em Outubro de 1187 Jerusalém foi conquistada por Saladino, foi grande o escândalo na Europa e o Papa Gregório VIII convocou a terceira cruzada. D. Sancho II compreendeu que novas armadas de cruzados passariam pela costa portuguesa a caminho da Terra Santa e, efectivamente, em Junho de 1189 escalaram em Lisboa os primeiros navios vindos do norte da Europa, da Dinamarca e Frísia. A convite de D. Sancho, os cruzados atacaram o castelo de Alvor, na costa algarvia, a caminho da Palestina. Nova frota de navios de cruzados escalou em Lisboa a 3 ou 4 de Julho e, desta vez, o rei D. Sancho logrou obter o seu apoio ao seu planeado ataque contra a grande cidade muçulmana de Silves, a mais importante no sudoeste peninsular.
A 20 de Julho de 1189 o exército português e os cruzados, que alcançaram Silves por mar, subindo o rio Arade, acamparam perto de Silves. A cidade foi atacada no dia seguinte e, após cerca de mês e meio de assédio, Silves rendeu-se. Renderam-se depois os castelos circundantes em Albufeira, Lagos, Alvor, Portimão, Monchique, Santo Estêvão, Carvoeiro, São Bartolomeu de Messines, Paderne e Sagres. A hoste régia partiu em Setembro e, de regresso, Beja foi tomada.

### Invasão Almóada de 1190

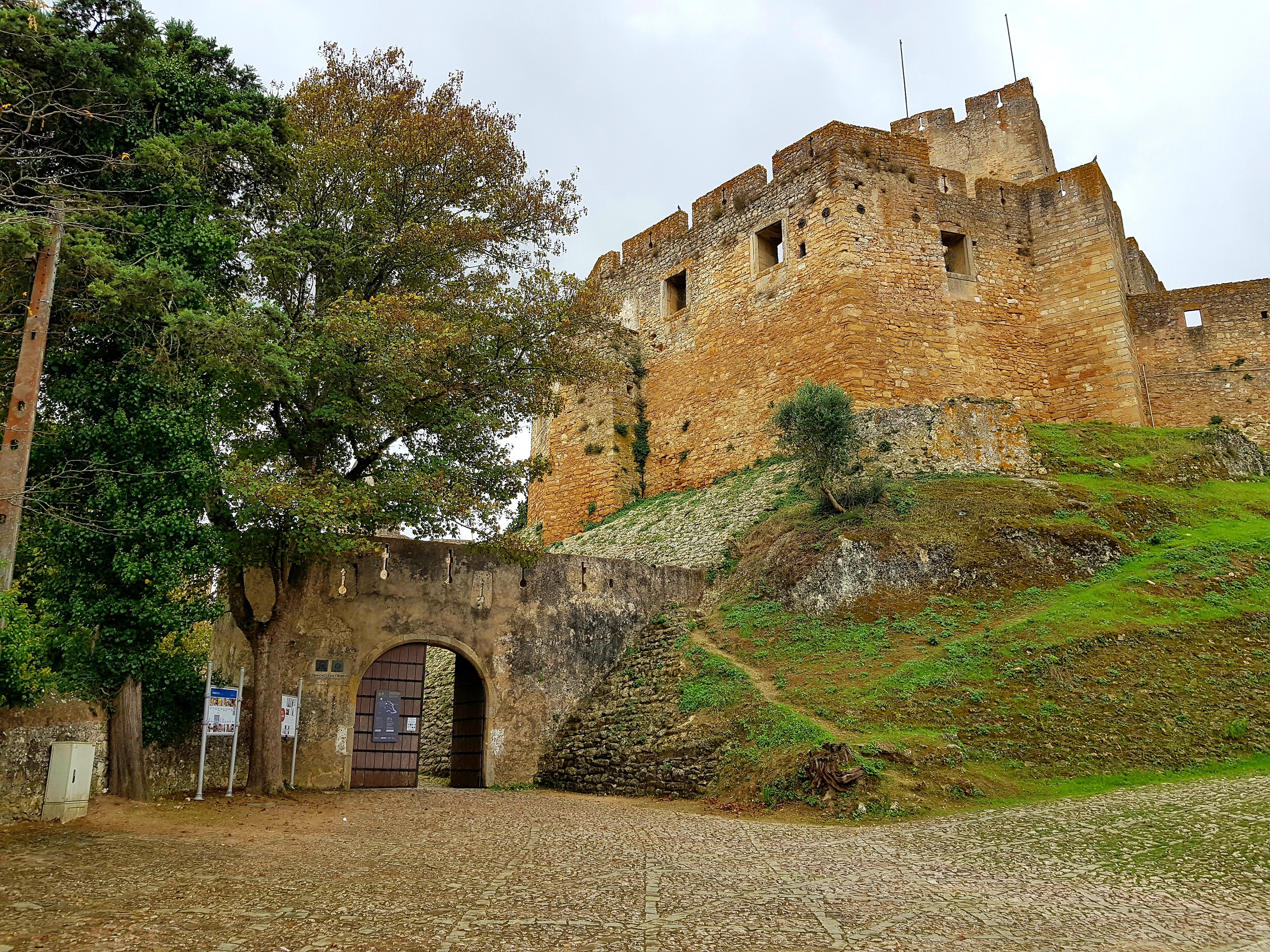
Alcáçova de Tomar

Desde 1188 que o califa Abu Iúçufe Iacube pretendia atravessar o estreito de Gibraltar à testa de um grande exército e reconquistar os reinos cristãos da península Ibérica. A tomada da prestigiada cidade de Silves causou escândalo no Magrebe e o califa almóada mandou pregar a guerra santa. 
Em Abril de 1190 atravessou o estreito à cabeça de um grande exército e, em Junho, cercou Silves. O califa, porém, deixou o seu primo Sayyid Yaḥyā ibn ʿUmar ao comando das operações e depois partiu para Córdova, cidade na qual se encontrou com embaixadores do rei Afonso VIII de Castela, que aceitou uma trégua, ficando assim livre para se focar num ataque em força contra Portugal. 
De Córdova, o califa almóada, procedeu contra Portugal entrando pelo Alentejo. A cidade de Torres Novas foi arrasada mas foi concedida liberdade aos seus defensores. O califa atacou em pessoa Tomar, poderoso castelo templário eficazmente defendido por Gualdim Pais, mestre dos templários em Portugal. O objectivo do califa, porém, era conquistar a importante cidade e fortaleza de Santarém. Por acaso, a este tempo escalaram em Silves e em Lisboa navios de cruzados vindos do norte da Europa a caminho da Terra Santa, separados devido ao mau tempo. Encontrava-se em Lisboa o rei D. Sancho, que logrou obter o apoio de 500 cruzados para socorrer Santarém e assim recusou as propostas de paz do califa, que exigia a entrega de Silves. O rei partiu então em socorro de Santarém e instalou-se na cidade com as suas tropas. Tendo encontrado resistência mais tenaz do que antecipara, o califa mandou levantar o cerco a Tomar e partiu para sul. Doente, descercou Silves e invernou com o seu exército em Sevilha.

### Perda do Alentejo, 1191

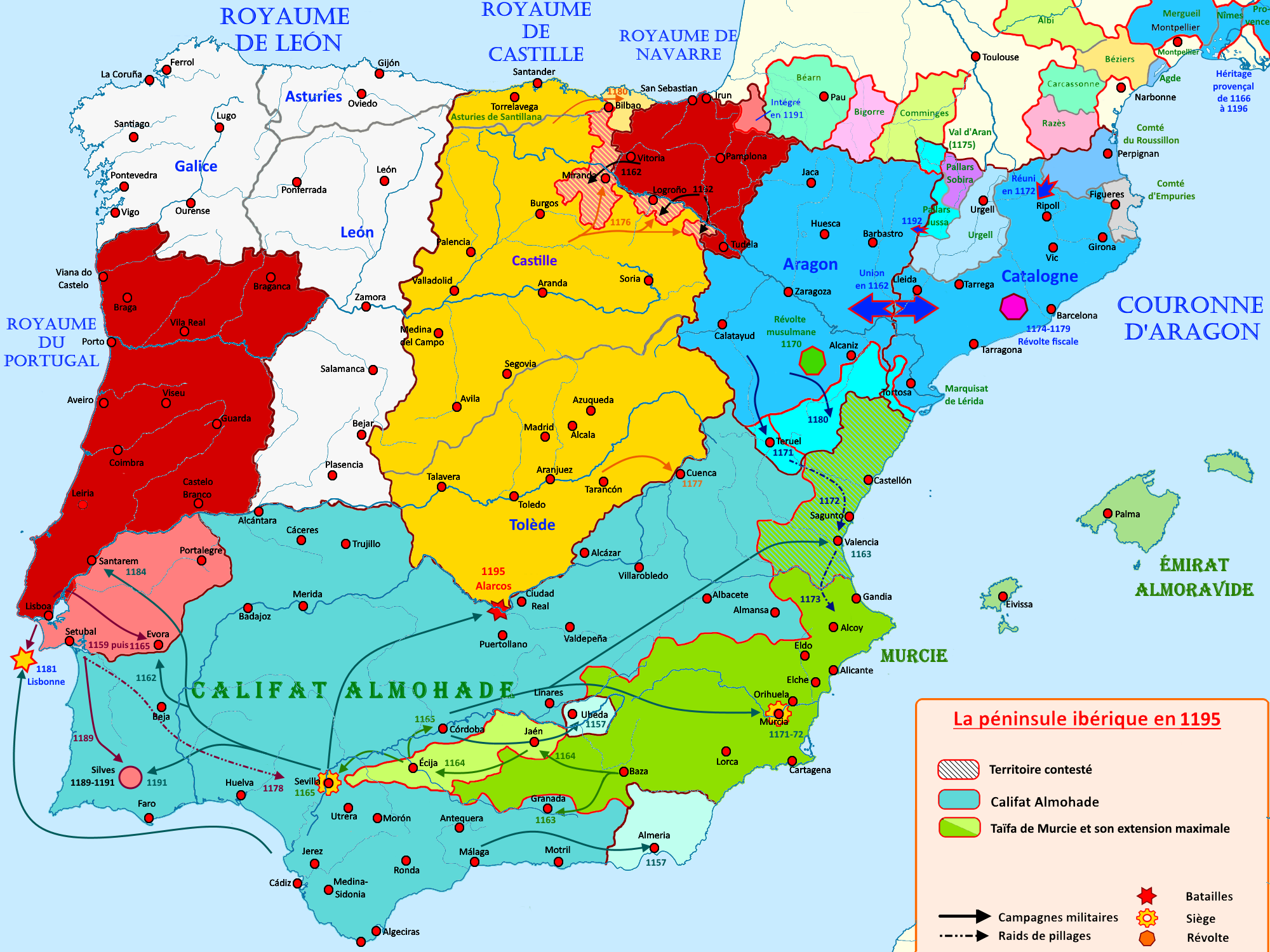
A peninsula Ibérica em 1195

Nova campanha contra Portugal foi lançada pelo califa Almançor em 1191, de maior envergadura do que a do ano anterior e melhor preparada.
Alcácer do Sal foi sitiada em Abril e embora um primeiro ataque tenha sido rechaçado, a cidade foi tomada após terem chegado por mar máquinas de cerco, tendo os seus defensores capitulado em troca das suas vidas. Uma guarnição muçulmana foi então instalada na cidade, ficando esta sob a supervisão de Maomé Ibn Sidray Ibn Wazir. Certas receitas de Ceuta e Sevilha foram destacadas para pagar a manutenção deste castelo. Seguiu-se a tomada de Palmela, Coina e Almada pelos almóadas. Montemor-o-Novo foi destruído. Leiria foi arrasada e a região de Coimbra invadida.
No Algarve, Alvor foi perdido. Novo cerco foi imposto a Silves a 27 de Junho e desta vez o califa dispunha de quatro vezes mais máquinas de cerco do que os defensores. A almedina foi invadida e a guarnição recuou para a alcáçova, alta cidadela. Mediante autorização do rei, renderam-se a 25 de Julho, sendo-lhes permitido partir vivos.
Assinada uma nova trégua por cinco anos, o califa regressou a Marrocos. Todas as conquistas portuguesas a sul do Tejo foram, assim, perdidas, excepção feita à cidade de Évora, que se manteve, isolada, em mãos cristãs.

## Conquista definitiva do Alentejo, 1200-1238

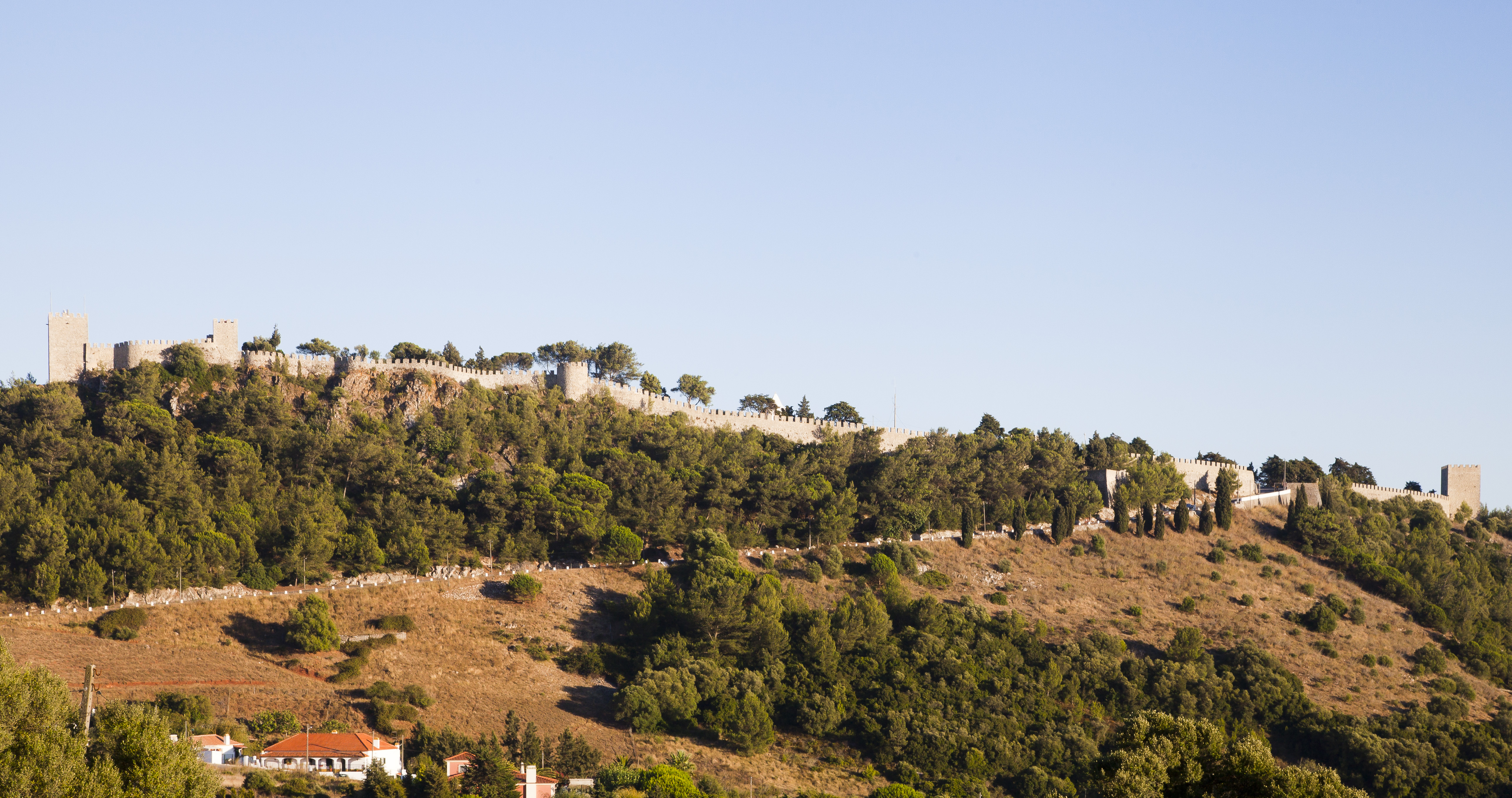
O castelo de Sesimbra

D. Sancho ainda conseguiu recuperar durante o seu reinado algumas das terras perdidas em 1191 para os almóadas. Em 1200 fundou Benavente e no ano seguinte recuperou os castelos de Palmela e Sesimbra. Em 1203 construiu o castelo de Montemor-o-Novo e deu à povoação carta de foral, ultrapassando-se assim a situação de isolamento de Évora. A 25 de Julho de 1208, o rei D. Sancho saqueou Elvas.
Alcácer do Sal era a principal base naval muçulmana na costa ocidental da península Ibérica e a principal ameaça sobre Lisboa. O rei D. Afonso II pretendia manter-se em paz com os muçulmanos, porém, quando aportou a Lisboa uma armada de cruzados a caminho da Terra Santa, o bispo de Lisboa D. Soeiro Viegas chamou a si a iniciativa de organizar uma expedição para reconquistar aquela bem-defendida cidade portuária, à revelia da vontade do rei.

### A reconquista de Alcácer do Sal
O bispo D. Soeiro pregou a cruzada por todo o reino, investiu nela o seu próprio dinheiro e obteve a colaboração do bispo de Évora, do abade de Alcobaça, das Ordens militares e dos cruzados flamengos, saxões, e frísios cuja frota aportara a Lisboa. O grosso do exército seria composto por infantaria das milícias concelhias, mas incluiria também alguns cavaleiros, cerca de 300, bem como contingentes templários, liderados pelo mestre D. Pedro Alvites, espadatários, liderados pelo comendador Martim Pais Barregão e hospitalários, liderados pelo prior D. Mem Gonçalves de Cerveira.

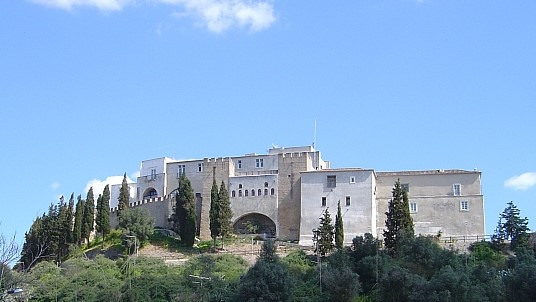
A alcáçova de Alcácer do Sal

Partida a hoste e frota cristã de Lisboa para Alcácer do Sal nos últimos dias de Junho de 1217 a cidade foi cercada e atacada com recurso a minas, mantas, aríetes, trabucos, bastidas ou torres de assalto. À aproximação das forças cristãs, o alcaide de Alcácer, Abedalá ibne Uazir lançara um pedido de socorro às guarnições muçulmanas da região e na manhã de 11 de Setembro dá-se a Batalha de Ribeira de Sítimos, em que os portugueses desbarataram um exército almóada de socorro, vindo de Jaén, Córdova, Sevilha e Badajoz, ao passo que os cruzados haviam ficado a bloquear Alcácer, junto dos seus navios. Já muito debilitados, os defensores de Alcácer rendem-se em 18 de Outubro, tendo-lhes sido permitido partir somente com as vidas. O alcaide de Alcácer do Sal, Abedalá ibne Uazir foi capturado e converteu-se ao cristianismo mas fugiu alguns dias mais tarde.

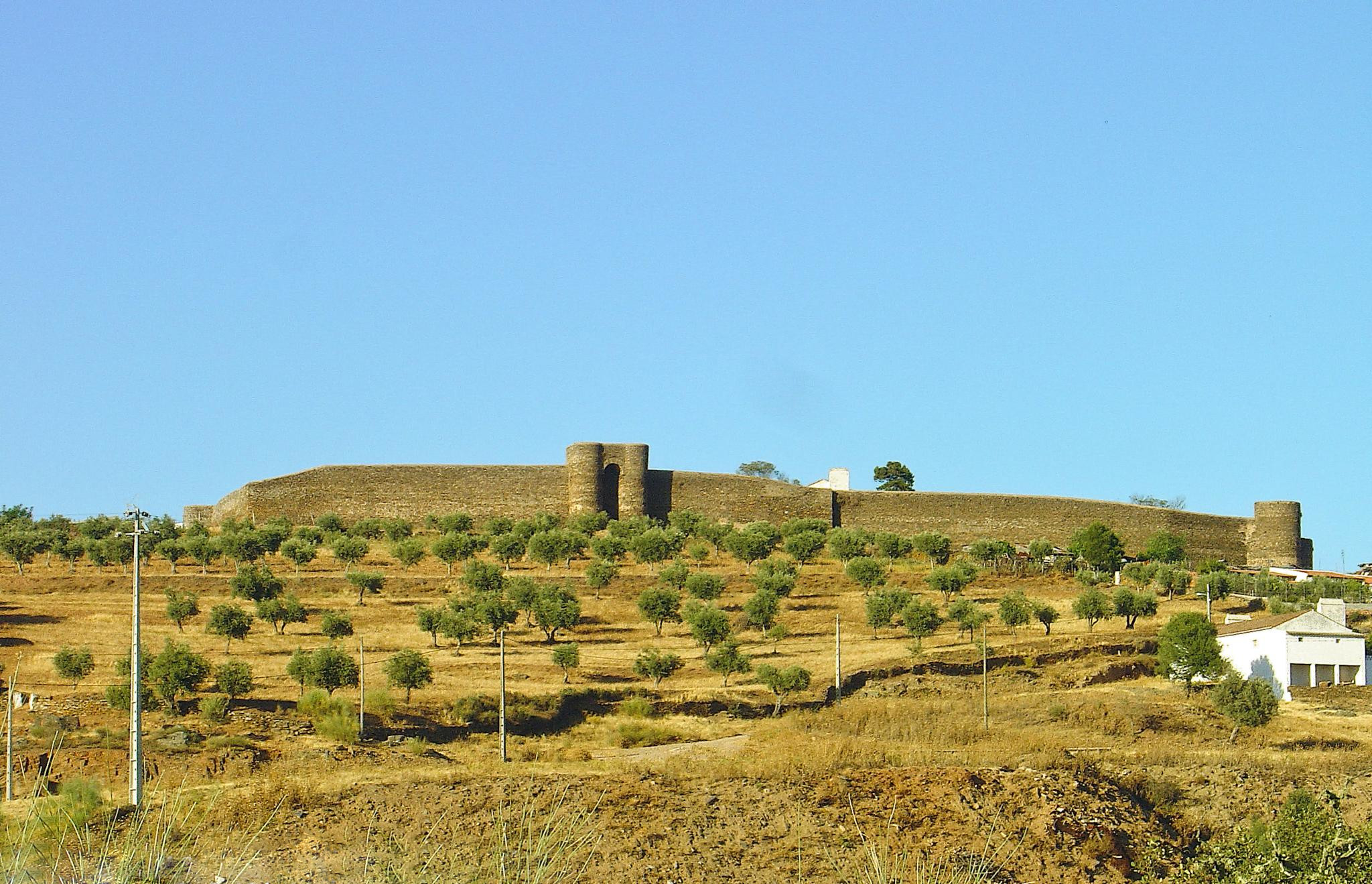
O castelo de Veiros

A reconquista de Alcácer do Sal subtraiu aos muçulmanos uma importante base naval da qual eram lançados ataques piratas contra a costa portuguesa ao mesmo tempo que abriu as planícies alentejanas aos portugueses. No mesmo ano em que foi conquistada Alcácer do Sal, foi conquistado o castelo de Santiago do Cacém e, nos arredores de Elvas, os castelos de Veiros, Borba, Monforte e Vila Viçosa.

### Trégua 1219-1225
O rei D. Afonso II envolveu-se em conflitos com a nobreza, o clero e o vizinho reino de Leão, por isso em 1219 assinou tréguas com os muçulmanos para se focar na gestão interna do reino. Faleceu em 1223 e sucedeu-lhe no trono D. Sancho II.

### Reconquista do baixo Alentejo, 1225-1238

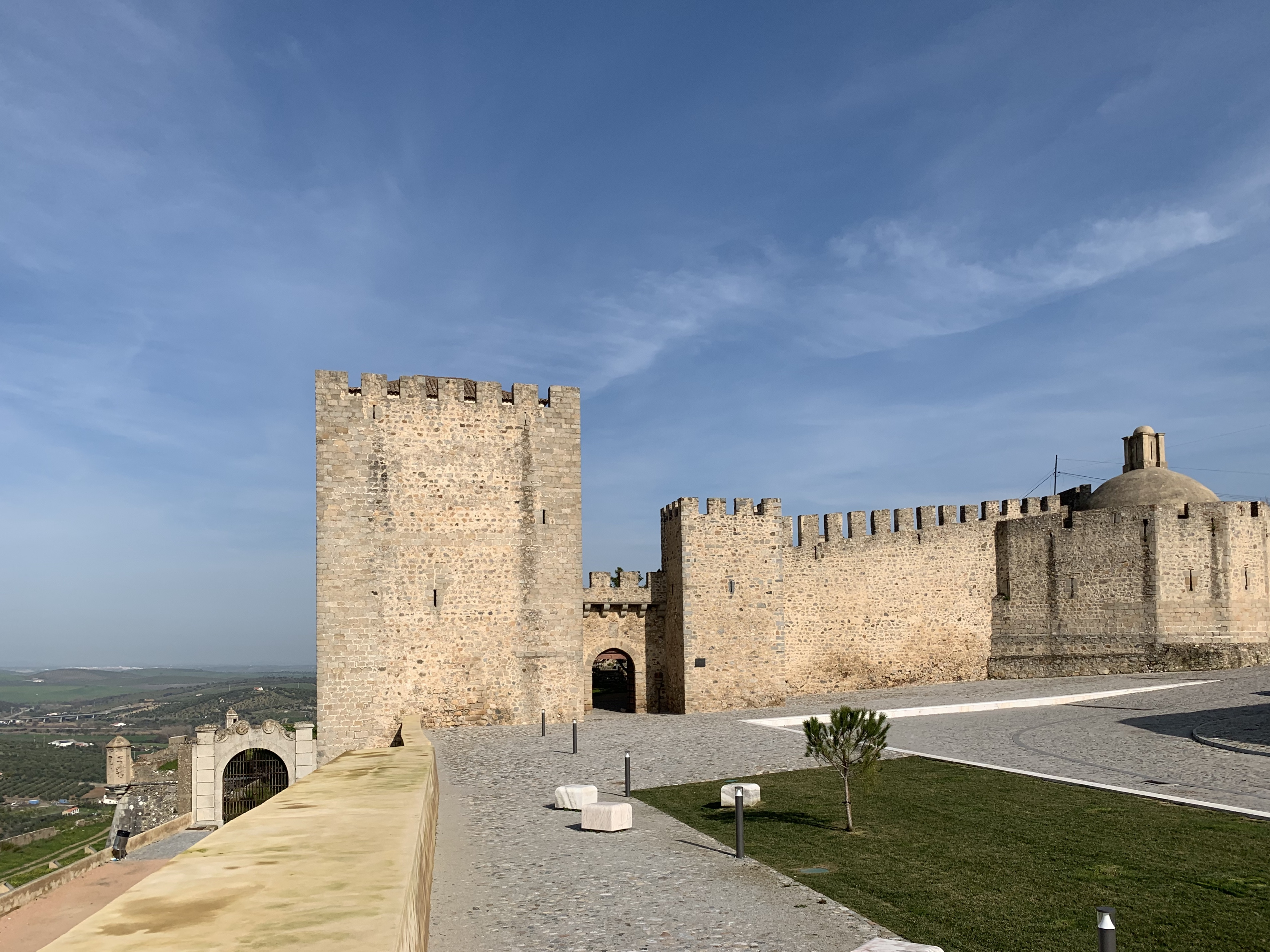
O castelo de Elvas

Após o assassinato do califa Abd al-Wahid e a usurpação do trono por um pretendente rival, em 1225 estalou a guerra-civil entre os almóadas no Andaluz. Neste mesmo ano, a região de Sevilha foi uma vez mais invadida por cavaleiros portugueses. Como o governador almóada de Sevilha recusava-se a enfrentar os portugueses em batalha, os residentes armaram-se espontaneamente e saíram a campo mas foram massacrados não muito longe das muralhas da cidade.
Na Primavera de 1226, D. Sancho II cercou Elvas ao mesmo tempo que os leoneses atacavam a cidade vizinha de Badajoz. Comandava a hoste real o arcebispo de Braga D. Estêvão Soares da Silva e o alferes real Martim Anes. Os campos circundantes foram pilhados e D. Sancho correu risco de vida no fosso da cidade durante o assédio, porém a campanha começara muito tarde e, ao verem que os leoneses falhavam a conquista da poderosa cidade de Badajoz, os portugueses retiraram-se de Elvas.
Novos fossados portugueses e leoneses devastaram a região de Sevilha em 1228. A falta de resposta às incursões cristãs precipitaram a revolta das populações andaluzas contra os almóadas. Um novo período de taifas iniciou-se à medida que os governadores almóadas eram depostos e substituídos por caudilhos locais. Em Outubro deste ano, o califa Idris Almamune abandonou Sevilha e regressou a Marrocos com as tropas que lhe restavam quando a península Ibérica era já dada por perdida.

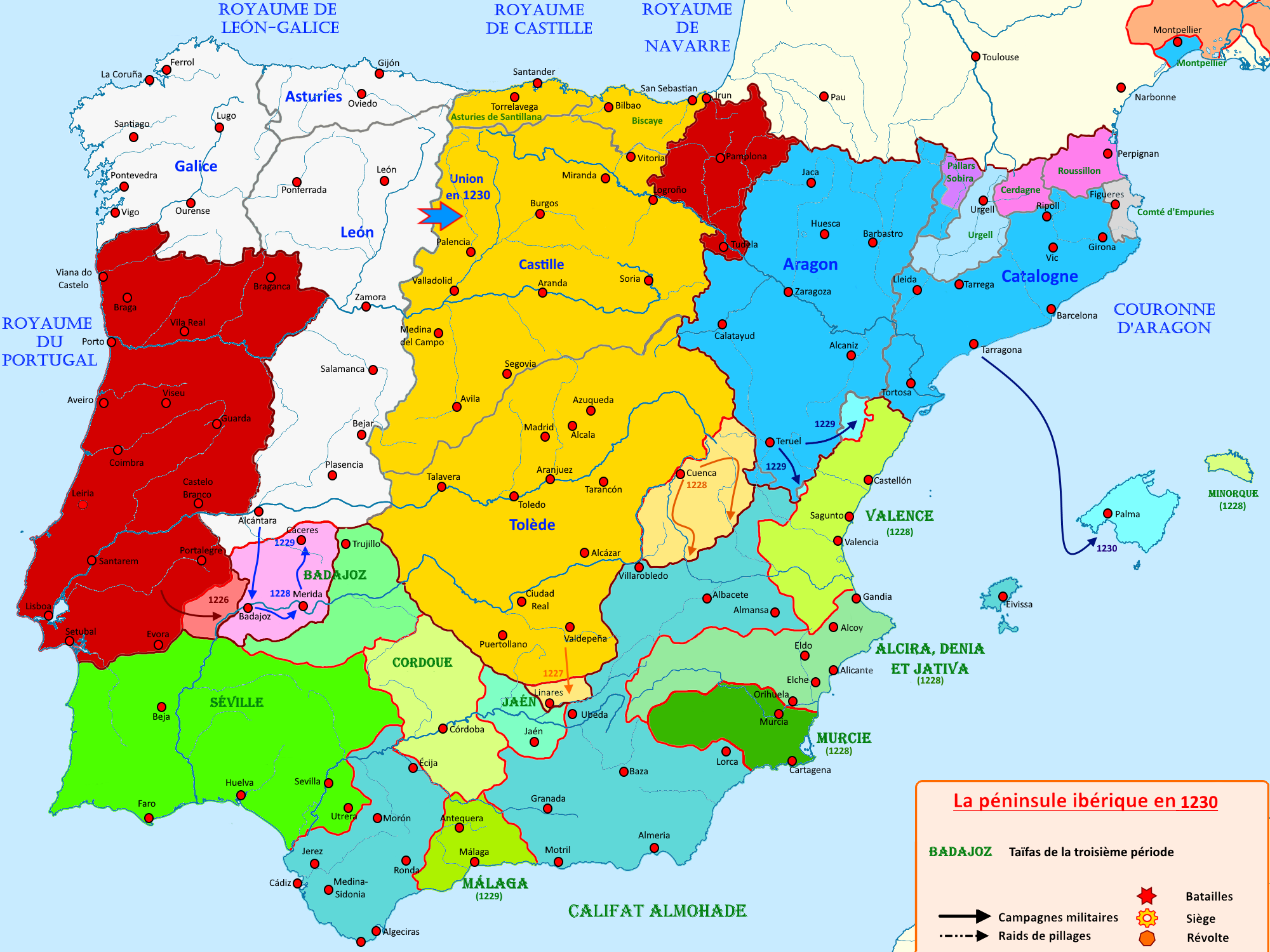
Portugal e a península Ibérica em 1230

Iniciado um novo período de taifas e fragmentado novamente o Andaluz em pequenos estados rivais entre si, as conquistas portuguesas seguiram-se a ritmo acelerado. Em 1230, freires cavaleiros portugueses que regressavam da campanha do rei de Leão contra Mérida constataram que Elvas e Juromenha tinham sido abandonadas pelas suas populações, por isso ocuparam-nas em nome do rei de Portugal a 1 de Março, no mesmo dia em que Mérida era conquistada pelos leoneses. Naquele mesmo ano mais tarde, D. Sancho instalou guarnições nas duas cidades. Em 1232, os hospitalários conquistaram a vila de Moura, que se rendeu ao fim de um breve ataque e, depois, Serpa. Neste mesmo ano os hospitalários fundaram também o Crato e Castelo de Vide, cujo território o rei lhes doara. É possível que Beja tenha sido conquistada neste ano.
Em 1234, os espadatários conquistaram Aljustrel e Alvito. Seguiu-se, em 1235, a tomada de Arronches, cujo castelo o rei D. Sancho II doou ao mosteiro de Santa Cruz de Coimbra. Foi doado à Ordem de Santiago o castelo de Sesimbra, em 1236. Mértola foi conquistada em 1238.

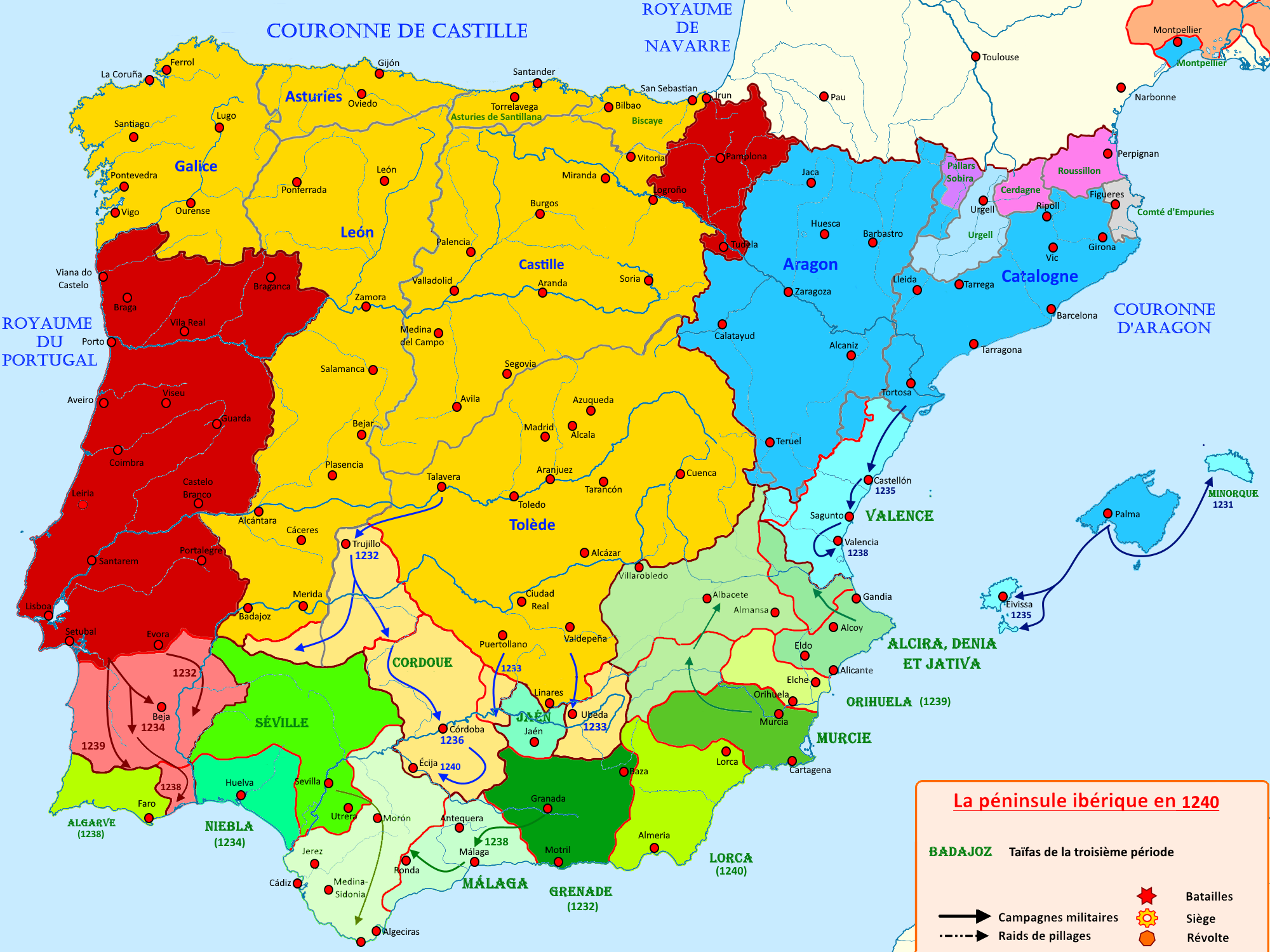
A península Ibérica em 1240

## Rescaldo
A conquista definitiva do Alentejo pôs fim a 91 anos de disputa entre os portugueses e muçulmanos pelo domínio da região. A posse do Alentejo permitiu continuar a reconquista até ao Algarve, começada ainda em 1238. No mesmo ano em que foram conquistadas Arronches e Mértola, foram tomadas Alfajar da Pena, Alcoutim, Aiamonte, na margem esquerda do Guadiana, por D. Sancho II e Cacela.
A conquista do Alentejo deveu-se em grande medida à iniciativa das Ordens militares de freires cavaleiros, destacando-se, entre estes, os espadatários, os hospitalários e os calatravos. Vastos territórios passaram, assim, a ser administrados pela Igreja.
As fronteiras do território só seriam definidas em 1297 com a assinatura do Tratado de Alcanizes. Mediante este acordo, algumas vilas raianas passaram para a posse de Portugal.